# Procès de Majdanek
Pour les articles homonymes, voir Majdanek.
Les procès de Majdanek fut constitué d'une série de jugements rendus par la justice polonaise et allemande après la Seconde Guerre mondiale. Cette série de procès s'étale sur 30 ans, ce qui constitue le procès des crimes de guerre nazis le plus long de l'histoire. Le premier procès judiciaire des fonctionnaires du camp d'extermination de Majdanek a lieu du 27 novembre 1944 au 2 décembre 1944 à Lublin, en Pologne. Le dernier débute dans le district de Düsseldorf le 26 novembre 1975 et se termine le 30 juin 1981. Ce fut le procès le plus long et le plus cher d'Allemagne, d'une durée de 474 séances.
Un certain nombre d'anciens hommes de la SS de haut rang, des fonctionnaires du camp, des gardes du camp et des personnel SS ont été inculpés devant les tribunaux pour crimes de guerre et crimes contre l'humanité commis à Majdanek entre le 1er octobre 1941 et le 22 juillet 1944. Seuls 170 des 1 037 nazis ayant travaillé à Majdanek ont été poursuivis. La moitié des accusés inculpés par la justice Ouest allemande ont été libérés après s'être plaints de douleurs pendant leur détention. En revanche, ceux jugés plus tôt par la Pologne ont généralement été condamnés. Au cours des 34 mois de fonctionnement du camp, plus de 250 000 personnes sont mortes (118 000 d'entre eux étaient juifs). Quelque 18 000 juifs ont été tués à Majdanek le 3 novembre 1943, dans le plus grand massacre de la Shoah perpétré en un jour, nommé Aktion Erntefest (totalisant 43 000 morts dans les 2 sous-campements).
Deux commandants du camp de Majdanek ont été condamnés à mort par un tribunal nazi pour des faits de détournements de fonds et de biens appartenant aux détenus (or, argent et fourrure). Karl Otto Koch (commandant de Majdanek de juillet 1941 au 24 août 1942) a été exécuté par un peloton d'exécution le 5 avril 1945; Hermann Florstedt, le troisième commandant de Majdanek (depuis octobre 1942) a été exécuté par la SS le 15 avril 1945.

## Premier procès de Majdanek
Les Allemands n'ont pas eu le temps de détruire les installations de mise à mort avant leur retrait. La chambre à gaz, les crématoires ainsi que de nombreux baraquements étaient préservés. Les soviétiques, choqués par la découverte, ont d'abord surestimé le nombre total de victimes.
Six personnels du camp - n'ayant pas réussi à s'échapper - ont été jugés par un tribunal pénal spécial polono-soviétique immédiatement après la libération du camp du 23 juillet 1944. Les accusés, jugés du 27 novembre 1944 au 2 décembre 1944, ont tous été reconnus coupables de crimes de guerre, de crimes contre l'humanité et de génocide et condamnés à mort par pendaison. Les SS-Obersturmführer Anton Thernes (en), SS-Hauptsturmführer Wilhelm Gerstenmeier (en), SS-Oberscharführer Hermann Vögel, Kapo Edmund Pohlmann, SS-Rottenführer Theodor Schöllen et Kapo Heinrich Stalp, ont été pendus le 3 décembre 1944 à l'exception de Pohlmann, s'étant suicidé la veille.

## Deuxième procès de Majdanek (1946–1948)
La série de procès se tenant en Pologne entre 1946 et 1948 - généralement appelée deuxième procès de Majdanek - se constituait de procès de plusieurs sortes. Quelque 95 personnels SS, la plupart gardiens (y compris ceux cachés dans l'Allemagne de l'après-guerre), ont été accusés de crimes de guerre et de crimes contre l'humanité. Sept des accusés ont été condamnés à la peine de mort. Le plus important d'entre eux était une femme, Elsa Ehrich, Aufseherin au camp de Majdanek. Elle a pris une part active dans les sélections des déportés destinés aux chambres à gaz et dans les exécutions. Ehrich a été reconnue coupable de toutes les accusations et a été pendue en juillet 1948. Apparemment, Ehrich a essayé de lancer un bordel nazi en 1943, mais le projet a été abandonné lorsque l'une des esclaves sexuelles a été diagnostiquée du typhus.
La plupart des autres personnels SS ont été condamnés à des peines de prison allant de 2 à 12 ans. Entre 1946 et 1948, 60 gardes de camp SS-Schütze ont été jugés lors de séries de procès. Des procédures similaires se sont déroulées à Lublin, Radom, Świdnica (1947), Cracovie, Wadowice, Toruń (1948) et à Varsovie (1948), où a eu lieu le dernier procès de Jacob Gemmel, en novembre 1950.
| #  | Accusé                | Date de naissance | Rang                | Fonction               | Sentence                                                                          |
| -- | --------------------- | ----------------- | ------------------- | ---------------------- | --------------------------------------------------------------------------------- |
| 1  | Elsa Ehrich           | 8 mars 1914       | Aufseherin          | Surveillant principal  | Pendaison (sentence exécutée le 26 octobre 1948)                                  |
| 2  | Friedrich Gebhardt    | 26 février 1899   | SS-Unterscharführer | Gardien du camp        | Pendaison (sentence exécutée le 15 novembre 1948)                                 |
| 3  | Kurt Möller (Moeller) | 11 janvier 1918   | SS-Oberscharführer  | Meneur d'escouade      | Pendaison (sentence exécutée le 6 octobre 1948)                                   |
| 4  | Jacob Niessner        | 19 janvier 1908   | SS-Schütze          | Gardien du camp        | Pendaison (sentence exécutée le 14 juillet 1948)                                  |
| 5  | Michael Pelger        | 27 mars 1908      | SS-Rottenführer     | Meneur d'escouade      | Pendaison (sentence exécutée)                                                     |
| 6  | Peter Reiss           | 22 février 1901   | SS-Sturmmann        | Stormtrooper           | Pendaison (sentence exécutée le 23 juin 1948)                                     |
| 7  | Franz Söss (Süss)     | 30 novembre 1912  | SS-Rottenführer     | Meneur d'escouade      | Pendaison (sentence exécutée le 20 septembre 1949)                                |
| 8  | Friedrich Buschbaum   | 14 septembre 1904 | SS-Schütze          | Gardien du camp        | Pendaison (commuée en 15 ans de prison, libéré le 31 mai 1956)                    |
| 9  | Johann Weiss          | 24 février 1915   | SS-Schütze          | Gardien du camp        | Pendaison (commuée en 10 ans de prison)                                           |
| 10 | Wilhelm Reinartz      | 17 mars 1910      | SS-Unterscharführer | Infirmier              | Pendaison (commuée en 2 ans de prison en raison d'une maladie en phase terminale) |
| 11 | Johann Vormittag      | 5 août 1904       | SS-Schütze          | Gardien du camp        | Prison à vie (libéré le 11 mars 1953)                                             |
| 12 | Jacob Gemmel          | 27 mai 1913       | SS-Schütze          | Gardien du camp        | Prison à vie (commuée en 12 ans de prison)                                        |
| 13 | Robert Frick          | 15 octobre 1918   | SS-Unterscharführer | Gardien du camp        | 15 ans de prison (libéré le 2 mai 1956)                                           |
| 14 | Georg Fleischer       | 24 novembre 1911  | SS-Schütze          | Gardien du camp        | 12 ans de prison (libéré le 2 mai 1956)                                           |
| 15 | Johann Kessler        | 28 février 1910   | SS-Sturmmann        | Stormtrooper           | 12 ans de prison (mort en prison le 25 février 1950)                              |
| 16 | Hans Kottre (Kotre)   | 22 août 1912      | SS-Sturmmann        | Stormtrooper           | 12 ans de prison (libéré le 9 mai 1956)                                           |
| 17 | Andreas Lahner        | 10 décembre 1921  | SS-Sturmmann        | Stormtrooper           | 12 ans de prison (libéré le 2 mai 1956)                                           |
| 18 | Georg Neu             | 1er août 1921     | SS-Schütze          | Gardien du camp        | 12 ans de prison (libéré le 9 mai 1956)                                           |
| 19 | Franz Wirth           | 8 novembre 1909   | SS-Rottenführer     | Gardien du camp        | 12 ans de prison                                                                  |
| 20 | Andreas Buttinger     | 29 mai 1910       | SS-Schütze          | Gardien du camp        | 10 ans de prison (mort en prison le 26 avril 1949)                                |
| 21 | Jacob Jost            | 6 octobre 1895    | SS-Oberscharführer  | Gardien du camp        | 10 ans de prison (libéré le 30 avril 1956)                                        |
| 22 | Martin Löx            | 7 février 1908    | SS-Rottenführer     | Gardien du camp        | 10 ans de prison (mort en prison le 26 juin 1949)                                 |
| 23 | Kasper Marksteiner    | 1er novembre 1913 | SS-Sturmmann        | Gardien du camp        | 10 ans de prison (mort en prison le 20 juin 1949)                                 |
| 24 | Hans Aufmuth          | 18 janvier 1905   | SS-Schütze          | Gardien du camp        | 8 ans de prison (libéré le 17 mars 1954)                                          |
| 25 | Johann Betz           | 18 décembre 1906  | SS-Sturmmann        | Gardien du camp        | 8 ans de prison (libéré le 3 juillet 1955)                                        |
| 26 | Anton Hoffmann        | 17 septembre 1910 | SS-Sturmmann        | Gardien du camp        | 8 ans de prison (libéré le 17 décembre 1954)                                      |
| 27 | Johann Radler         | 9 septembre 1909  | SS-Schütze          | Gardien du camp        | 8 ans de prison (libéré le 1er mars 1955)                                         |
| 28 | Thomas Radrich        | 19 octobre 1912   | SS-Rottenführer     | Gardien du camp        | 8 ans de prison                                                                   |
| 29 | Johann Setz           | 26 juin 1907      | SS-Sturmman         | Gardien du camp        | 8 ans de prison (extradé en Allemagne 28 février 1955)                            |
| 30 | Michael Bertl         | 23 juin 1909      | SS-Sturmmann        | Gardien du camp        | 7 ans de prison (libéré le 15 juillet 1954)                                       |
| 31 | Paul Keller           | 16 octobre 1910   | SS-Sturmmann        | Gardien du camp        | 7 ans de prison (libéré le 15 juillet 1954)                                       |
| 32 | Karl Müller           | 10 mars 1907      | SS-Sturmmann        | Chef d'équipe          | 7 ans de prison                                                                   |
| 33 | Walter Biernat        | 28 mars 1920      | SS-Rottenführer     | Gardien du camp        | 6 ans de prison (mort en prison le 6 février 1952)                                |
| 34 | Josef Hartmann        | 22 mars 1918      | SS-Sturmmann        | Gardien du camp        | 6 ans de prison (libéré le 5 janvier 1954)                                        |
| 35 | Hans Georg Hess       | 17 juin 1910      | SS-Rottenführer     | Gardien du camp        | 6 ans de prison                                                                   |
| 36 | Heinrich Kühn         | 16 décembre 1909  | SS-Sturmmann        | Gardien (Auschwitz)    | 6 ans de prison (mort en prison le 16 avril 1951)                                 |
| 37 | Franz Vormittag       | 23 janvier 1920   | SS-Sturmmann        | Gardien du camp        | 6 ans de prison                                                                   |
| 38 | Helmut Zach           | 19 août 1909      | SS-Unterscharführer | Gardien du camp        | 6 ans de prison                                                                   |
| 39 | Jacob Dialler         | 8 décembre 1913   | SS-Sturmmann        | Gardien du camp        | 5 ans de prison (libéré le 23 décembre 1951)                                      |
| 40 | Hans Durst            | 23 novembre 1909  | SS-Rottenführer     | Gardien du camp        | 5 ans de prison                                                                   |
| 41 | Franz Kaufmann        | 23 juillet 1908   | SS-Unterscharführer | Gardien du camp        | 5 ans de prison                                                                   |
| 42 | Paul Kiss             | 13 juillet 1902   | SS-Sturmmann        | Gardien du camp        | 5 ans de prison (mort en prison le 26 avril 1950)                                 |
| 43 | Johann Kubasak        | 31 décembre 1909  | SS-Rottenführer     | Gardien du camp        | 5 ans de prison                                                                   |
| 44 | Johann Lassner        | 26 juillet 1909   | SS-Schütze          | Gardien du camp        | 5 ans de prison                                                                   |
| 45 | Johann Lienert        | 5 août 1915       | SS-Sturmmann        | Gardien du camp        | 5 ans de prison (mort en prison le 16 juin 1949)                                  |
| 46 | Stefan Mantsch        | 24 septembre 1922 | SS-Schütze          | Gardien du camp        | 5 ans de prison (libéré le 12 avril 1951)                                         |
| 47 | Hans Merle            | 15 mai 1914       | SS-Schütze          | Gardien du camp        | 5 ans de prison (libéré le 2 janvier 1953)                                        |
| 48 | Kurt Erwin Ohnweiler  | 25 mars 1913      | SS-Schütze          | Gardien du camp        | 5 ans de prison (libéré le 1er mars 1952)                                         |
| 49 | Michael Thal          | 16 janvier 1910   | SS-Schütze          | Gardien du camp        | 5 ans de prison                                                                   |
| 50 | Jacob Vormittag       | 8 mars 1909       | SS-Sturmman         | Gardien du camp        | 5 ans de prison                                                                   |
| 51 | Martin Berger         | 18 janvier 1910   | SS-Rottenführer     | Gardien du camp        | 4 ans de prison (mort en prison le 15 octobre 1948)                               |
| 52 | Michael Fleischer     | 18 août 1912      | SS-Rottenführer     | Gardien du camp        | 4 ans de prison                                                                   |
| 53 | Franz Habel           | 31 mai 1912       | SS-Rottenführer     | Gardien du camp        | 4 ans de prison                                                                   |
| 54 | Karl Brückner         | 5 mai 1904        | SS-Unterscharführer | Gardien du camp        | 4 ans de prison (libéré le 28 février 1951)                                       |
| 55 | Josef Janowitsch      | 22 août 1910      | SS-Sturmmann        | Gardien du camp        | 4 ans de prison                                                                   |
| 56 | Johann Günesch        | 17 mai 1913       | SS-Schütze          | Gardien du camp        | 3 ans et demie de prison (extradé en Allemagne le 9 février 1951)                 |
| 57 | Fritz Frischolz       | 5 octobre 1911    | SS-Oberscharführer  | Gardien du camp        | 8 ans de prison (libéré le 10 mars 1955)                                          |
| 58 | Michael Gall          | 22 juillet 1902   | SS-Schütze          | Gardien du camp        | 3 ans de prison (extradé en Allemagne le 15 janvier 1951)                         |
| 59 | Hans Grabert          | 31 mai 1907       | SS-Oberscharführer  | Administration         | 3 ans de prison (extradé en Allemagne le 16 juin 1950)                            |
| 60 | Stefan Mantsch        | 24 septembre 1922 | SS-Schütze          | Gardien du camp        | 3 ans de prison (libéré le 12 avril 1951)                                         |
| 61 | Josef Moos            | 24 janvier 1904   | SS-Rottenführer     | Infirmier (selections) | 3 ans de prison (mort en prison le 20 avril 1950)                                 |
| 62 | Konrad Anacker        | 13 février 1892   | SS-Schütze          | Gardien du camp        | 3 ans de prison (libéré le 26 juin 1950)                                          |
| 63 | Wilhelm Petrak        | 14 février 1909   | SS-Sturmmann        | Gardien du camp        | 8 ans de prison (mort en prison le 28 juillet 1948)                               |

## Troisième procès de Majdanek
Le troisième procès de Majdanek se déroule du 26 novembre 1975 au 30 juin 1981 devant une Cour de l'Allemagne de l'Ouest à Düsseldorf, où seize accusés sont inculpés. Cinq sont acquittés, deux ont été libérées pour raison de santé, un est décédé de vieillesse et huit sont déclarés coupables, condamnés à une peine de prison de 3 à 12 ans. Le troisième procès de Majdanek a été précédé par les procès de Treblinka, tenus également à Düsseldorf entre 1964 et 1970. Le procès de Majdanek a duré six ans et s'est terminé le 30 juin 1981. En raison de décès de témoins clés et d'insuffisance de preuve à l'encontre d'autres suspects, les poursuites sont abandonnées.
Notamment, le commandant du camp Arnold Strippel, impliqué dans des tortures et des meurtres de plusieurs dizaines de prisonniers (dont 42 prisonniers soviétiques en juillet 1942) a été condamné une peine de trois ans et demi de prison. Il a également touché 121500 Deutsche Mark pour la perte de revenus lors de son emprisonnement et ainsi que pour ses cotisations à la sécurité sociale. Grâce à l'argent touché, il s'est acheté un condominium à Francfort, qu'il a occupé jusqu'à sa mort.
| #  | Accusé                      | Date de naissance | Rang                | Fonction               | Sentence                                            |
| -- | --------------------------- | ----------------- | ------------------- | ---------------------- | --------------------------------------------------- |
| 1  | Alice Orlowski              | 30 septembre 1903 | SS Aufseherin       | Surveillant du camp    | Mort de cause naturelle pendant le procès           |
| 2  | Hermine Braunsteiner        | 16 juillet 1919   | Rapportführer       | Aufseherin             | 3 ans de prison (Vienne), prison à vie (Düsseldorf) |
| 3  | Hildegard Lachert           | 19 mars 1920      | Aufseherin          | Surveillant du camp    | 12 ans de prison                                    |
| 4  | Hermann Hackmann            | 11 novembre 1913  | SS-Hauptsturmführer | Commandant du camp     | 10 ans de prison                                    |
| 5  | Emil Laurich                | 21 mai 1921       | SS-Rottenführer     | Idéologie              | 8 ans de prison                                     |
| 6  | Heinz Villain               | 1er février 1921  | SS-Unterscharführer | Commandant de terrain  | 6 ans de prison                                     |
| 7  | Fritz-Heinrich Petrick      | 22 janvier 1913   | SS-Oberscharführer  | Gardien du camp        | 4 ans de prison                                     |
| 8  | Arnold Strippel             | 2 juin 1911       | SS-Obersturmführer  | Directeur du camp      | 3 ans et demi de prison                             |
| 9  | Thomas Ellwanger            | 3 mars 1917       | SS-Unterscharführer | Gardien du camp        | 3 ans de prison                                     |
| 10 | Wilhelm Reinartz            | 17 mars 1910      | SS-Unterscharführer | Infirmier (sélections) | Relaxé                                              |
| 11 | Joanna (Johanna) Zelle      | Inconnue          | SS-Gefolge          | Gardien du camp        | Relaxé                                              |
| 12 | Heinrich Schmidt            | 27 mars 1912      | SS-Hauptsturmführer | Médecin (sélections)   | Acquitté et relaxé                                  |
| 13 | Charlotte Mayer             | 7 février 1918    | Inconnu             | Maintenance            | Acquitté et relaxé                                  |
| 14 | Rosy Suess ou (Rosa) Süss   | 16 septembre 1920 | Inconnu             | Maintenance            | Acquitté et relaxé                                  |
| 15 | Heinrich Groffmann          | Inconnue          | SS-Rottenführer     | Commandant de terrain  | Acquitté et relaxé                                  |
| 16 | Hermine Boettcher-Brueckner | 26 avril 1918     | Inconnu             | Maintenance            | Acquitté et relaxé                                  |

## Procès de Majdanek après 1981
En 1989, Karl-Friedrich Höcker a été jugé et condamné pour son implication à Majdanek.